# Campeonato Potiguar 1973
In 1973 werd het 54ste Campeonato Potiguar gespeeld voor voetbalclubs uit de Braziliaanse staat Rio Grande do Norte. De competitie werd georganiseerd door de FNF. ABC werd kampioen.

## Eerste fase
| Plaats | Club              | Wed. | W | G | V | Saldo | Ptn. |
| ------ | ----------------- | ---- | - | - | - | ----- | ---- |
| 1.     | ABC               | 6    | 4 | 2 | 0 | 14:3  | 10   |
| 2.     | América de Natal  | 6    | 4 | 1 | 1 | 18:5  | 9    |
| 3.     | Força e Luz       | 6    | 4 | 1 | 1 | 10:6  | 7    |
| 4.     | Ferroviário       | 6    | 0 | 5 | 1 | 3:4   | 5    |
| 5.     | Riachuelo         | 6    | 1 | 2 | 3 | 7:15  | 4    |
| 6.     | Atlético Potiguar | 6    | 1 | 2 | 3 | 10:20 | 2    |
| 7.     | Alecrim           | 6    | 0 | 1 | 5 | 4:13  | 1    |

|  | Geplaatst voor tweede fase |

## Tweede fase
| Plaats | Club             | Wed. | W | G | V | Saldo | Ptn. |
| ------ | ---------------- | ---- | - | - | - | ----- | ---- |
| 1.     | ABC              | 6    | 5 | 1 | 0 | 16:6  | 11   |
| 2.     | América de Natal | 6    | 3 | 1 | 2 | 19:9  | 7    |
| 3.     | Força e Luz      | 6    | 1 | 2 | 3 | 7:10  | 4    |
| 4.     | Ferroviário      | 6    | 0 | 2 | 4 | 1:18  | 2    |

|  | Kampioen |

## Kampioen
| Campeonato Potiguar de 1973 |
| Rio Grande do Norte         |
| --------------------------- |
| ABC Kampioen (35° titel)    |